# Madau
 (novembre 2008).
Si vous disposez d'ouvrages ou d'articles de référence ou si vous connaissez des sites web de qualité traitant du thème abordé ici, merci de compléter l'article en donnant les références utiles à sa vérifiabilité et en les liant à la section « Notes et références ».
Madau est une île de la mer des Salomon faisant partie de l'archipel des îles Woodlark, en Papouasie-Nouvelle-Guinée.

## Géographie
L'île a une aire de 32 km², son point culminant est situé à 7 mètres d'altitude.